# Chatsablanca
 (juillet 2020).
Pour plus de détails, voir Fiche technique et Distribution.
Chatsablanca (The Cats Bah en anglais) est un cartoon américain Looney Tunes de 1954 réalisé par Chuck Jones mettant en scène Pépé le putois. 